# Baghy Béla
Szécsényi Baghy Béla (Kaszaper, 1871. április 2. – Kengyel, 1918. június 2.) politikus, országgyűlési képviselő.

## Életútja
Jogi tanulmányokat folytatott Bécsben és Budapesten, majd pusztakengyeli birtokán (Baghy-major) gazdálkodott. Később Csongrád vármegye főszolgabírája, az 1901–1905-ös ciklusban pedig a Szabadelvű Párt és Kunszentmárton országgyűlési képviselője volt. Publikált a Vadász- és Versenylapban a 20. század első éveiben.
Nevét őrzi a Kengyeltől délre található Bagimajor (régebben Baghy-major) megállóhely a 130-as számú Szolnok–Hódmezővásárhely–Makó-vasútvonalon.